# Aroldo Misi
Aroldo Misi (19 de dezembro de 1940) é um pesquisador brasileiro, membro titular da Academia Brasileira de Ciências na área de Ciências da Terra desde 6 de maio de 2008. É professor da Universidade Federal da Bahia.
Foi condecorado com a comenda da Ordem Nacional do Mérito Científico.